# Flugplatz Kaltenkirchen
Der Flugplatz Kaltenkirchen war ein von Dezember 1940 bis Mai 1945 betriebener Flugplatz der deutschen Luftwaffe im schleswig-holsteinischen Kaltenkirchen. Die Errichtung und vor allem spätere Ausbaumaßnahmen wurden größtenteils mit Hilfe von Zwangsarbeitern durchgeführt.

## Lage des Geländes
Im Oktober 1935 wurden die einzelnen Luftkreis-Kommandos vom Reichsminister und Oberbefehlshaber der Luftwaffe Hermann Göring aufgefordert, Standorte für neu anzulegende Einsatzhäfen zu melden. Das in diesem Fall ausgewählte Gelände lag in der Kaltenkirchener Heide westlich der Stadt zwischen Moorkaten und Springhirsch. Neben der zur Verfügung stehenden großen freien Fläche sprachen die vorhandenen Verkehrsanbindungen für diese Lage: Im Westen befand sich die unmittelbar angrenzende Reichsstraße 4 (heute Bundesstraße 4), am östlichen Geländerand war der Anschluss an die nahe AKN Eisenbahn möglich.

## Bau der Anlage
Baubeginn war nach dem Kauf des Geländes im Jahr 1938. Die Bauleitung befand sich vor Ort auf einem Hof in Moorkaten. Zu koordinieren waren die Tätigkeiten folgender beteiligter Einheiten und Organisationen: ortsansässige Firmen, Organisation Todt, RAD Abteilung 8/73, Luftwaffenbaubataillon 25/XI und Luftwaffenbaukompanie 3/230. Die Unterbringung der rund 1400 (Stand 1940) mit dem Bau beschäftigten Männer erfolgte in neu errichteten Barackenlagern in Springhirsch, Heidkaten und Moorkaten. Während der ersten Bauphase wurden die Graslandeflächen im nördlichen Teil des Geländes angelegt sowie eine Betonstraße nach Kaltenkirchen (die heutige L210) und ein Bahnanschluss zur AKN gebaut. Bis 1942 wurde neben der benötigten Infrastruktur (Strom- und Wasserversorgung, Wegenetz) auch eine provisorische Betonstartbahn in SSW-NNO-Richtung fertiggestellt.

## Militärische Einheiten auf dem Flugplatz
- 1. Marinekraftfahrausbildungsabteilung (1. M.K.A.A.), April 1941 bis September 1944. In den vier Kompanien konnten Marinesoldaten Führerscheine aller Klassen erwerben. Selbst Holzvergaserlehrgänge wurden durchgeführt. Die 1. M.K.A.A. nutzte einen großen Barackenkomplex östlich der R4, der sich von Springhirsch bis nach Heidkaten erstreckte und später durch das neu errichtete Waldlager westlich der R4 ergänzt wurde.
- Sanitätsausbildungsabteilung der Luftwaffe XI, Dezember 1940 bis Oktober 1942. Der Abteilung war die 8. Kr.U.L.K. (Unteroffizier-Lehrkompanie) angegliedert. Zusätzlich existierte in Moorkaten ein erweitertes Krankenrevier, in dem sämtliche Magenkranke des LG XI behandelt wurden.
- I. Gruppe des Jagdgeschwaders 7, Dezember 1944 bis März 1945. Die mit Me 262 ausgestattete Aufstellung wurde ständig mit umgeschulten Flugzeugführern aus dem Fliegerhorst Lechfeld aufgefüllt. Die erste Me 262 auf dem Kaltenkirchener Platz wurde durch einen RAF-Aufklärer der No. 542 Squadron fotografiert. Von nun an wurde der Platz von der alliierten Luftaufklärung nicht mehr aus den Augen gelassen. Im Dezember 1944 kam ebenfalls die 6./lei.Flak.Abt. 755 nach Kaltenkirchen, die mit einer 3,7-cm-Flugabwehrkanone ausgerüstet war und den Platzschutz für die Me 262 übernahm. Ihr Personal bestand größtenteils aus jungen Hamburger Flakhelfern.
- III. Gruppe des Kampfgeschwaders 76, 5. April 1945 bis 28. April 1945. Diese mit dem neuen 2-motorigen Strahlflugzeug Arado Ar 234 ausgerüstete Einheit flog bereits ab Dezember 1944 erste Einsätze und kam über die Flugplätze Achmer und Marx nach Kaltenkirchen.
- Nahaufklärungsgruppe 6, April 1945 bis Mai 1945. In Kaltenkirchen besaß die Einheit nur einige einsatzbereite Me-262-Aufklärer. Bei der Schlechtwetteraufklärung nutzte man zwei Focke-Wulf Fw 190. Die Flugzeuge standen an der Barmstedter Straße in einem Waldstück kurz vor Kaltenkirchen.

## Krankenrevier für Kriegsgefangene
Das 1. M.K.A.A. musste einige unmittelbar an der Reichsstraße 4 gelegene Baracken im September 1941 für etwa 1000 sowjetische Kriegsgefangene räumen. „Erweitertes Krankenrevier Heidkaten des Stammlagers XA Schleswig“ lautete die offizielle Bezeichnung. Trotzdem wurden die Gefangenen beim Flugplatzbau eingesetzt, sodass der größte Teil der Insassen binnen kurzer Zeit starb. Danach wurden diese Baracken zur Aufnahme kranker und nicht mehr arbeitsfähiger sowjetischer Kriegsgefangener aus dem Wehrkreis X (Schleswig-Holstein und Hamburg) benutzt. Aufgrund mangelhafter Nahrung und fehlender ärztlicher Betreuung waren auch sie hier dem sicheren Tod ausgeliefert. Im Mai 1944 erfolgte die Verlegung des Lagers nach Gudendorf (Süderdithmarschen). Dort starben bis zum Kriegsende weitere 3000 sowjetische Kriegsgefangene. Im November 1943 entstand im nahegelegenen Brunskamp noch ein kleineres Lager für italienische Kriegsgefangene. Auch hier starben bis 1944 die meisten Militärinternierten.

## Einsatz von KZ-Häftlingen
Am 10. Dezember 1944 befahl die Führung der Luftwaffe, in Kaltenkirchen eine zweite Start- und Landebahn zu bauen, die für eine weitere „Wunderwaffe“ vorgesehen war. Die weltweit einzigartigen Düsenflugzeuge vom Typ Messerschmitt Me 262 sollten die Wende im Krieg herbeiführen, den die Deutschen faktisch bereits verloren hatten. Die Wehrmacht hatte zu diesem Zeitpunkt das Kriegsgefangenenlager bereits geräumt. Als dringend benötigte Arbeitskräfte stellte das Hauptlager Neuengamme KZ-Häftlinge, deren Zahl zwischen 500 und fast 1000 schwankte, sowie die Lagerführung. Das am Rande des Flugplatzes entstandene KZ-Außenkommando Kaltenkirchen wurde von rund 85 älteren Luftwaffensoldaten bewacht.

## Anlage eines Scheinflugplatzes
Um angreifende Flugzeuge zu täuschen, wurde 1943 südlich von Lentföhrden ein Scheinflughafen errichtet. Auf den Viehweiden wurden Flugzeugattrappen aus Sperrholz aufgestellt und Scheinlandebahnen mit Lampen abgesteckt, die nachts hell strahlten.

## Luftangriff am 7. April 1945
Ursprünglich war bereits am 2. April ein Angriff durch Bomber der USAAF auf den Kaltenkirchener Flugplatz geplant. Dieser wurde jedoch wegen schlechter Wetterbedingungen verschoben. Am Samstag, den 7. April wurden jedoch vier Bombardment Groups auf die Einrichtung angesetzt und die ersten Bomben detonierten gegen 13:26 Uhr im Zentrum des Platzes. Starke Rauchentwicklung erschwerte die Sicht der nachfolgenden Bombereinheiten und so wanderten die Einschläge langsam in südliche Richtung außerhalb der Platzgrenze. Etwa 410 Tonnen wurden innerhalb von elf Minuten abgeworfen. Im Jahre 1963 wurden durch den Kampfmittelräumdienst noch über 150 Blindgänger geborgen und entschärft.
Eine Jagd- oder Flakabwehr war praktisch nicht vorhanden. Das Stabsgebäude und einige Kfz-Hallen wurden schwer getroffen. Die Flugleitung wurde völlig zerstört. Im Moorkatenlager wurden einige Gebäude beschädigt und die Graslandefläche war mit etwa 950 Trichtern übersät. Die Hauptstartbahn erhielt rund 30 Treffer und war völlig unbrauchbar. Flugzeugverluste bei der III./KG 76 traten nicht auf, da die Flugzeuge weiträumig abgestellt waren.
Der Fliegerhorstkommandant veranlasste die sofortige Reparatur der Startbahn. Dazu wurde sämtliches vorhandenes Personal und die KZ-Häftlinge des Außenkommandos eingesetzt. Am Abend des 10. April war die Startbahn soweit hergerichtet, dass die ersten Ar 234 den Flugbetrieb wieder aufnehmen konnten. Das Auffüllen der Trichter in der Graslandfläche gestaltet sich weitaus aufwendiger. Diese Arbeiten wurden bis Kriegsende nicht mehr abgeschlossen und nach Verlegung des KZ-Außenkommandos nach Wöbbelin ganz eingestellt.

## Die letzten Kriegstage
Nach dem 30. April waren neben einem Nachkommando der Marine und dem Platzkommando A6/XI noch verschiedene Luftwaffeneinheiten auf dem Flugplatz.
Am 1. Mai 1945 wurden Teile der Arado-Versuchsabteilung von Warnemünde nach Kaltenkirchen verlegt. Ein Transporter vom Typ Ar 232 B mit Frauen und Kindern an Bord landete auf dem Flugplatz und wurde später wieder ausgeflogen. Eine vierstrahlige Ar 234 C wurde hier gesprengt.
Noch am 3. Mai landeten einige Ju 87 der 3./Nachtschlachtgruppe 8, die den Platz jedoch bald wieder verließen. Ebenfalls am 3. Mai 1945 verließen die letzten Soldaten und die RAD Abteilung 8/73 die Ortschaft Kaltenkirchen. Am gleichen Tag erschoss eine SS-Einheit im Nützener Ortsteil Kampen zehn serbische Kriegsgefangene.
Am 4. Mai verließ das letzte Flugzeug den Platz und man erwartete die Ankunft der Engländer, die dort am 5. Mai eintrafen.
Am 5. und 6. Mai trafen noch Teile des Versuchsverbandes des Oberbefehlshabers der Luftwaffe auf dem Landmarsch ein. Sie sollten die zuvor überführten neuartigen Höhenaufklärer vom Typ Ju 388 L-1 warten. Allerdings hatte man diese Maschinen bereits gesprengt; die Soldaten gingen sofort in englische Gefangenschaft.

## Während der Nachkriegszeit
Schon unmittelbar nach der Kapitulation nutzte man das Moorkatenlager als Kriegsgefangenenlager, das zeitweise mit 2000 deutschen Gefangenen belegt war. Auf dem Gelände des Flugplatzes entstand unter englischer Kontrolle ein Fahrzeugpark mit rund 20.000 Beutefahrzeugen. Hier arbeiteten zunächst die deutschen Kriegsgefangenen und später deutsche Dienstgruppen. Im Jahre 1946 wurde der Park in eine Betriebs- und Verwaltungs-GmbH umgewandelt. Der Fahrzeugpark wurde 1950 völlig aufgelöst und es begann eine intensive Wiederaufforstung des Geländes, bei der man über 2 Millionen Bäume pflanzte. In das ehemalige Kriegsgefangenenlager zogen nun Flüchtlinge ein, die bis in die späten 1960er Jahre blieben.

## Nutzung nach 1970
Später diente das Gelände der Bundeswehr als Standortübungsplatz. In den 1960er und 1970er Jahren gab es konkrete Planungen, an dieser Stelle den Großflughafen Hamburg-Kaltenkirchen als Ersatz für den Flughafen in Hamburg-Fuhlsbüttel zu errichten.
Im Frühjahr 1983 wurden bei Bauarbeiten Gebäudereste entdeckt, die als „Entlausungsanstalt“ des Lagers identifiziert wurden. Die Absicht der „Friedensgruppe Kaltenkirchen“, den letzten auf dem Lagergelände noch vorhandenen Gebäuderest als Denkmal zu sichern und eine Zuwegung herzurichten, wurde – federführend von Staatssekretär Peter Kurt Würzbach – 1984 vom Bundesverteidigungsministerium zurückgewiesen, das Objekt durch schweres Gerät der Bundeswehr zerstört.
Seit der Aufgabe als Standortübungsplatz 2008 ist das Gelände Teil des europäischen Natura2000-Programmes. Das Gelände ist als FFH Schutzgebiet geschützt und wird unter der Bezeichnung „FFH Schutzgebiet Kaltenkirchener Heide – Gebietsnummer DE 2125-334“ geführt. Seitens der anliegenden Städte und Gemeinden wird zurzeit eine Erschließung für die Öffentlichkeit erwogen. Hier wird noch geprüft, inwiefern eine Nutzung im Rahmen der FFH-Richtlinien zulässig ist. Der Großteil des Geländes befindet sich noch im Besitz des Bundes (BImA) und wird holzwirtschaftlich und weidewirtschaftlich genutzt. Im Rahmen weiterer geplanter Schutzmaßnahmen gilt es auch die „wilde“ Nutzung des Geländes z. B. durch Motocrossfahrer, zu unterbinden. Denkbare und geplante Nutzung kann zum Beispiel die Anlage eines Geschichts- und Naturlehrpfades sein. Zukünftig soll ein Teil des Geländes als Kompensationsfläche für den Ausbau der A 20 herangezogen werden.

## Ehemalige französische Peilanlage für Kurzwelle
Bis zur Aufgabe des Standortübungsplatzes im Jahr 2008 befand sich im östlichen Teil der Kaltenkirchener Heide, nahe der Ringstraße des ehemaligen Flugplatzes  eine Peilanlage für Kurzwelle der französischen Streitkräfte. Bei dieser Anlage handelte es sich um einen sogenannten „Single Station Locator“, mit dem es möglich gewesen ist, mit nur einer Peilstation einen Sender zu lokalisieren, während es bei der Kreuzpeilung nur mit mehreren Empfängern möglich ist. Mit der Abgabe des Standortübungsplatzes wurde auch diese Peilanlage aufgegeben, allerdings wurden weder die Antennen noch das Gebäude für die Empfangstechnik abgebaut. Dadurch hatten sich in den letzten Jahren zahlreiche Verschwörungstheorien entwickelt, dass die Anlage von den französischen Streitkräften noch betrieben wird und es wurde immer wieder von angeblichen Militärfahrzeugen mit französischen Kennzeichen berichtet, die auf dem Gelände abgestellt wurden.
Dadurch wurde der nachfolgende Eigentümer des Geländes genötigt, diesen Verschwörungstheorien ein Ende zu setzen und hat im Herbst 2021 alle Antennen, alle Kabel und auch das Tor restlos entfernen lassen, sodass Heute dieses Gelände nur noch eine Freifläche ist.